# Erik Pettersson (bandyspelare)
Erik Pettersson, född 22 juli 1995 i Söderfors, är en svensk bandyspelare som spelar för Bollnäs GIF. 
Hans moderklubb är Söderfors GoIF. Pettersson debuterade redan som 15-åring för Sandviken AIK:s A-lag, detta i Svenska cupen där han även gjorde mål. Samma år så debuterade han även i Elitserien. Som 16-åring vann han tillsammans med Sandviken säsongen 2011/2012 sitt första SM-guld. Han blev även utsedd till årets komet av Svenska Spel och Svenska Bandyförbundet. Säsongen 2013/2014 så blev Pettersson tillsammans med sitt Sandviken återigen svenska mästare efter en finalvinst mot Västerås SK med 5–4. Pettersson blev tillsammans med laget seriesegrare i Elitserien 2014/2015, och valde Broberg/Söderhamn som motstånd i kvartsfinalerna.
Pettersson var en av de 18 kallade till VM i Irkutsk 2014, han debuterade för landslaget i VM-matchen mot Finland, där han även gjorde två mål. Han tog tillsammans med Sverige ett VM-silver då man förlorade finalen mot Ryssland med 3–2. Pettersson blev en av de preliminära 25 uttagna spelarna till VM i Chabarovsk 2015.
Under 2014/15 fortsatte han att öka sin målproduktion och lyckades göra sitt 200:e mål i SAIK-tröjan, innan han ens blivit seniorspelare. Följaktligen blev Erik Pettersson även en av tre nominerade till att bli årets man i svensk bandy. Han var sedan uttagen till landslaget igen inför VM i Chabarovsk, men tvingades lämna återbud efter att ha blivit diagnostiserad med reumatism och haft för ont i lederna för att delta i mästerskapet.

## Meriter
- SM-guld: 2012, 2014
- SM-tvåa: 2013 och 2015
- Årets komet i svensk bandy 2012.
- Årets junior i svensk bandy 2013 och 2014.
- Nominerad till årets junior i svensk bandy 2015
- VM-silver: 2014
- VM-brons: 2016
- VM-guld: 2017

## Statistik
| 2010/11 | Sandvikens AIK        | Elitserien | 2   | 0   | 0   | 0   | 0  | 0  | 0  | 0   | 2   | 0   |
| 2011/12 | Sandvikens AIK        | Elitserien | 26  | 20  | 8   | 28  | 7  | 4  | 1  | 5   | 33  | 33  |
| 2012/13 | Sandvikens AIK        | Elitserien | 26  | 36  | 14  | 50  | 10 | 8  | 2  | 10  | 36  | 60  |
| 2013/14 | Sandvikens AIK        | Elitserien | 25  | 49  | 5   | 54  | 8  | 10 | 3  | 13  | 33  | 67  |
| 2014/15 | Sandvikens AIK        | Elitserien | 26  | 55  | 5   | 60  | 9  | 20 | 1  | 21  | 35  | 81  |
| 2015/16 | Sandvikens AIK        | Elitserien | 25  | 45  | 10  | 55  | 8  | 10 | 2  | 12  | 33  | 67  |
| 2016/17 | Sandvikens AIK        | Elitserien | 26  | 47  | 8   | 55  | 10 | 12 | 6  | 18  | 36  | 73  |
| 2017/18 | Jenisej (Krasnojarsk) | Superliga  | 25  | 34  | 10  | 44  | 6  | 10 | 4  | 14  | 31  | 58  |
| 2018/19 | SKA Neftianik         | Superliga  | 27  | 58  | 12  | 70  | 7  | 10 | 2  | 12  | 34  | 82  |
| 2019/20 | SKA Neftianik         | Superliga  | 26  | 58  | 18  | 76  | 5  | 12 | 2  | 14  | 31  | 90  |
| 2020/21 | AIK                   | Elitserien | 25  | 51  | 26  | 77  | 11 | 16 | 8  | 24  | 36  | 101 |
| 2021/22 | AIK                   | Elitserien | 30  | 47  | 17  | 64  | 7  | 8  | 7  | 15  | 37  | 79  |
| 2022/23 | Bollnäs               | Elitserien | 23  | 33  | 13  | 46  | 7  | 10 | 5  | 15  | 30  | 61  |
|         | TOTALT (Elitserien)   |            | 234 | 383 | 106 | 489 | 77 | 98 | 35 | 133 | 311 | 622 |
|         | TOTALT (Superliga)    |            | 78  | 150 | 40  | 190 | 18 | 32 | 8  | 40  | 96  | 230 |